# Anatole de Montesquiou-Fézensac
Ambroise Anatole Augustin de Montesquiou-Fézensac, född den 8 augusti 1788 i Paris, död den 22 januari 1878 i slottet Courtanvaux i Bessé-sur-Braye, var en fransk markis och militär, avlägsen släkting till François Xavier de Montesquiou-Fézensac. 
Montesquiou-Fézensac befordrades under Napoleon I:s fälttåg till överste. Han tillhörde från 1816 det hertigliga orleanska husets uppvaktning, blev markis 1817 och utnämndes 1831 till maréchal de camp. Åren 1834–1841 var han i deputeradekammaren en ivrig försvarare av julimonarkin, blev 1841 pär samt följde 1848 hertiginnan av Orléans och hennes söner på flykten från Paris över Rhen. Han återvände dock till Frankrike före sin död. Montesquiou-Fézensac utgav några band dikter och en översättning av Petrarca (3 band, 1843–1845).